# Pterocryptis torrentis
Pterocryptis torrentis är en fiskart som först beskrevs av Kobayakawa, 1989.  Pterocryptis torrentis ingår i släktet Pterocryptis och familjen malfiskar. Inga underarter finns listade i Catalogue of Life.